# HD 134606
HD 134606とは、太陽系から見てふうちょう座の方向に位置する、惑星系を持つ黄色い恒星である。見かけの等級は6.86であり、肉眼で観測することは不可能である。37.3ミリ秒の年周視差に基づくと、87.44光年離れたところに位置している。HD 134606の視線速度は+1.9 km/sで、太陽系から遠ざかっている。
HD 134606は、スペクトル分類がG6 IVのG型準巨星である。彩層活動指標が-5.04であるため、活動しているとは考えられていない。質量は太陽とほぼ同じであるが、明るさは25%高い。光球の有効温度は5,614 Kで、太陽よりも高い金属量を持っている。この金属量は、天文学者が水素とヘリウム以外の元素の多さを表すために使用する用語である。
~1500天文単位離れた距離にスペクトル分類がM3Vの赤色矮星の伴星が存在しており、L 72-1と指定されている。
| 太陽 | HD 134606 |
| ---- | --------- |
| 太陽 | Exoplanet |

## 惑星系
HD 134606の周囲を公転している惑星系の発見は、チリのラ・シヤ天文台で行われた8年間の観測の後、2011年に発表された。検出は、高精度視線速度系外惑星探査装置（HARPS）を使用したドップラー分光法によって行われた。観測データにケプラーの法則を適用すると、3つの惑星が存在することが示唆された。どの惑星の軌道も他の惑星の軌道との平均運動共鳴を示さない。
この惑星系は2024年の研究により更新され、以前に報告された3つの惑星が確認されたが、惑星dの公転周期は以前考えられていた公転周期より長いことが判明し、2つの新しい惑星が検出された。5つの惑星の質量はスーパーアースからスーパーネプチューンまでの範囲にあり、最も外側の惑星dはハビタブルゾーン内を公転する質量が小さめの巨大ガス惑星で、将来の宇宙ベースの直接撮像ミッションの候補となる可能性がある。さらに長周期の信号も検出されており、遠くに存在している亜恒星天体の存在が示唆された。
| 名称 （恒星に近い順） | 質量                | 軌道長半径 （天文単位） | 公転周期 (日)           | 軌道離心率         | 軌道傾斜角 | 半径 |
| --------------------- | ------------------- | ----------------------- | ----------------------- | ------------------ | ---------- | ---- |
| e                     | ≥2.34+0.35 −0.34 M⊕ | 0.0527+0.0011 −0.0012   | 4.3203+0.00051 −0.00047 | 0.2+0.14 −0.13     | —          | —    |
| b                     | ≥9.09+0.64 −0.63 M⊕ | 0.1046+0.0023 −0.0024   | 12.089+0.0016 −0.0015   | 0.092+0.054 −0.053 | —          | —    |
| f                     | ≥5.63+0.72 −0.69 M⊕ | 0.1784+0.0039 −0.0041   | 26.915±0.016            | 0.081+0.1 −0.059   | —          | —    |
| c                     | ≥11.31+1.0 −0.99 M⊕ | 0.3007+0.0066 −0.0069   | 58.883+0.041 −0.039     | 0.055+0.062 −0.04  | —          | —    |
| d                     | ≥44.8±2.9 M⊕        | 1.941+0.043 −0.046      | 966.5+5.3 −6.9          | 0.092±0.045        | —          | —    |